# Iniciativa de Centro Europa

Estados miembros de ICE

La Iniciativa de Centro Europa (ICE), también denominada CEI por su denominación en inglés es un foro de cooperación regional en Europa Central, Oriental y Sudoriental, que cuenta con 18 Estados miembros. Se formó en Budapest en 1989.

## Historia

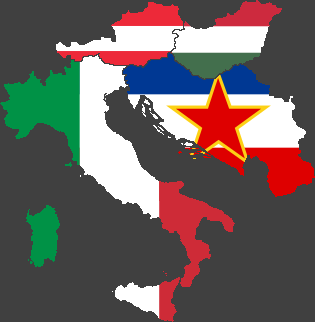
Países fundadores de la ICE: Austria, Hungría, Italia y la RSF de Yugoslavia.

La Iniciativa de Centro Europa (ICE), es el foro más grande y antiguo de la cooperación regional en Europa Central, Oriental y Sudoriental. En la actualidad cuenta con 18 Estados miembros: Albania, Austria, Bielorrusia, Bosnia y Herzegovina, Bulgaria, Croacia, Chequia, Hungría, Italia, Macedonia del Norte, Moldavia, Montenegro, Polonia, Rumanía, Serbia, Eslovaquia, Eslovenia y Ucrania.
El origen de la Iniciativa de Europa Central se encuentra en la creación de la Quadragonale en Budapest el 11 de noviembre de 1989, cuya padres fundadores fueron Italia, Austria, Hungría y la República Socialista Federativa de Yugoslavia (RFSY). La Iniciativa trataba de superar la división en bloques mediante el restablecimiento de vínculos de cooperación entre los países de diferentes orientaciones políticas y estructuras económicas. En la primera Cumbre de Venecia en 1990, fue admitida Checoslovaquia y la iniciativa pasó a llamarse Pentagonale. En 1991, con la admisión de Polonia se convirtió en el Hexagonale.
La organización pasó a llamarse Iniciativa Centroeuropea (CEI) en 1992. En la misma ocasión, Macedonia, Bosnia y Herzegovina, Croacia y Eslovenia fueron admitidas como Estados miembros.
La República Checa y Eslovaquia fueron admitidos en la CEI en 1993 tras la disolución de Checoslovaquia. En 1996, Albania, Bielorrusia, Bulgaria, Moldavia, Rumania y Ucrania se unieron a la CEI como miembros de pleno derecho.
La membresía actual deriva de la adhesión de la República Federal de Yugoslavia (después la Unión Estatal de Serbia y Montenegro y luego Serbia) en 2000 y de Montenegro en 2006.
La sede de la CEI está en Trieste (Italia) desde 1996.

## Protección civil
El acuerdo de cooperación sobre la previsión, prevención y atenuación de catástrofes naturales y tecnológicas, celebrado
en 1996 entre Austria, Croacia, Hungría, Italia, Polonia y Eslovenia (la Comisión Europea posee estatuto de observador), abarca el intercambio regular de información científica y técnica y de datos pertinentes, programas comunes de investigación y la formación de expertos con el fin de elaborar programas comunes de protección civil y gestión de catástrofes. Gracias a esta iniciativa también han mejorado los contactos entre las instituciones nacionales responsables en lo que respecta a los terremotos.